# Orión I (foguete)

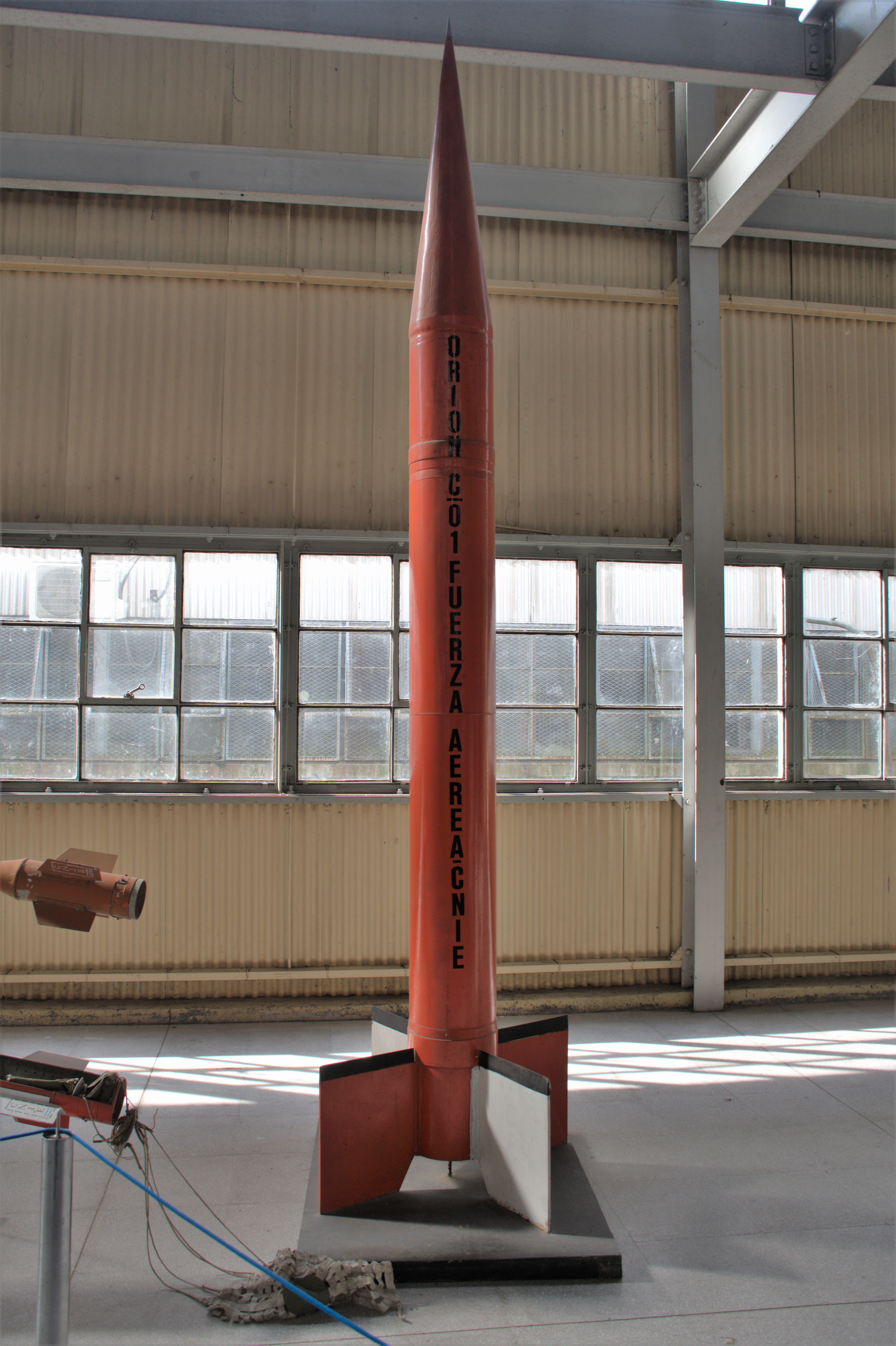
Foguete de sondagem Orión I.

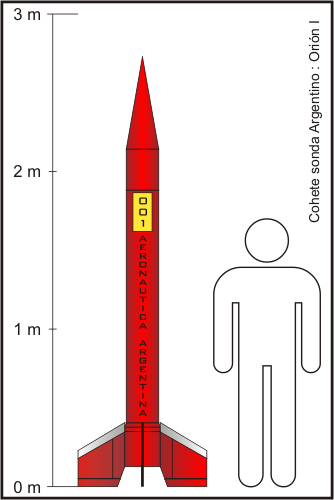

O Orión I, foi o primeiro modelo da segunda família de foguetes de sondagem fabricados na Argentina, seu principal objetivo
era elevar o patamar da altitude atingida pelos foguetes de sondagem até então disponíveis, para cerca de 80 a 100 km.

## Especificações
- Número de estágios: 1
- Massa total: 99 kg
- Altura: 2,60 m
- Diâmetro: 20 cm
- Carga útil: 5 kg
- Apogeu: 80 km